# Priobium mexicanum
Priobium mexicanum is een keversoort uit de familie klopkevers (Anobiidae). De wetenschappelijke naam van de soort is voor het eerst geldig gepubliceerd in 1975 door White.